# مارتن ستيفان
مارتن ستيفان (بالإنجليزية: Martin Stephan)‏ هو قس أمريكي، ولد في 13 أغسطس 1777 في Štramberk ‏ في التشيك، وتوفي في 21 سبتمبر 1846 في مقاطعة بيري في الولايات المتحدة.

## وصلات خارجية
- مارتن ستيفان على موقع الموسوعة البريطانية (الإنجليزية)